# 1984 en cyclisme
| Années du cyclisme : 1981 - 1982 - 1983 - 1984 - 1985 - 1986 - 1987    |
| Décennies du cyclisme : 1950 - 1960 - 1970 - 1980 - 1990 - 2000 - 2010 |

Les faits marquants de l'année 1984 en cyclisme.

## Par mois

### Janvier
- 19 janvier : Francesco Moser bat le record de l'heure à Mexico en parcourant 50,808 42 km. Le précédent record était de 49,431 95 km, réalisé par Eddy Merckx en 1972[1].
- 23 janvier : Francesco Moser bat à nouveau le record de l'heure, quatre jours après le précédent, en parcourant 51,151 35 km[1].

### Mars
- 17 mars : l'Italien Francesco Moser remporte Milan-San Remo.

### Avril
- 1er avril : Johan Lammerts obtient la victoire sur le Tour des Flandres.
- 8 avril :  Sean Kelly gagne Paris-Roubaix
- 15 avril : Sean Kelly remporte Liège-Bastogne-Liège.

### Mai
- 6 mai : le Français Éric Caritoux remporte son seul grand tour, le Tour d'Espagne.
- 13 mai : Bernard Hinault gagne les Quatre Jours de Dunkerque.

### Juin
- 4 juin : le Colombien Martín Ramírez s'impose dans le Critérium du Dauphiné libéré devant Bernard Hinault.
- 10 juin : le Tour d'Italie 1984 est remporté par Francesco Moser.

### Juillet
- Laurent Fignon fait le doublé sur le Tour de France le 22 juillet.

### Septembre
- 1er septembre : Claude Criquielion est champion du monde.
- 23 septembre : Bernard Hinault remporte pour la cinquième fois le Grand Prix des Nations.
- 29 septembre : Bernard Hinault et Francesco Moser s'imposent au Trophée Baracchi.

### Octobre
- 13 octobre :  Bernard Hinault gagne en solitaire son second Tour de Lombardie.

## Principales naissances
- 26 janvier : Yury Trofimov, cycliste russe.
- 11 février : Marco Marcato, cycliste italien.
- 25 février : Heinrich Haussler, cycliste australien.
- 4 avril : Thomas Lövkvist, cycliste suédois.
- 12 avril : Kevin Pauwels, cycliste belge.
- 16 avril : Romain Feillu, cycliste français.
- 25 avril : Stijn Vandenbergh, cycliste belge.
- 18 mai : Niki Terpstra, cycliste néerlandais.
- 24 mai : Rebecca Wiasak, cycliste australienne.
- 26 mai : Mikel Nieve, cycliste espagnol.
- 2 juin : Tyler Farrar, cycliste américain.
- 9 juin : Alex Rasmussen, cycliste danois.
- 3 juillet : Nicolas Roche, cycliste irlandais.
- 27 juillet : Willy Kanis, cycliste néerlandaise.
- 1er août : Francesco Gavazzi, cycliste italien.
- 22 août : Tatiana Guderzo, cycliste italienne.
- 31 août : Matti Breschel, cycliste danois.
- 5 septembre : Chris Anker Sørensen, cycliste danois.
- 6 septembre : Thomas Dekker, cycliste néerlandais.
- 10 septembre : Christopher Sutton, cycliste australien.
- 27 septembre : Wouter Weylandt, cycliste belge. († 9 mai 2011)
- 7 octobre : Mauro Santambrogio, cycliste italien.
- 16 octobre : François Pervis, cycliste français.
- 14 novembre : Vincenzo Nibali, cycliste italien.
- 6 décembre : Daryl Impey, cycliste sud-africain.
- 12 décembre : Matthieu Ladagnous, cycliste français.

## Principaux décès
- 13 février : Pierre Brambilla, cycliste né italien devenu français. (° 12 mai 1919).
- 10 mai : Joaquim Agostinho, cycliste portugais. (° 7 avril 1942).